# 샤이어 (말)

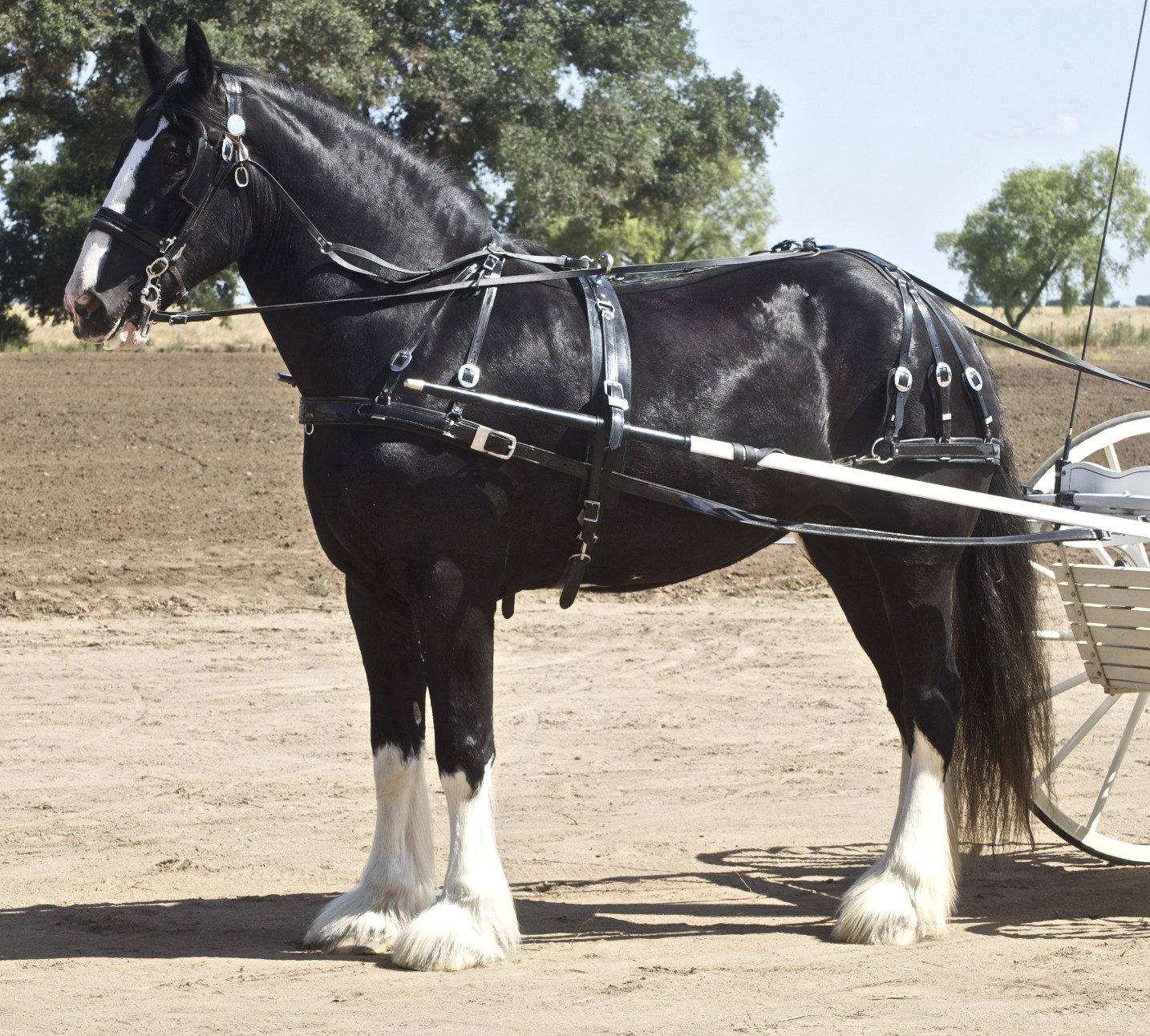
샤이어

샤이어(shire)는 영국 원산의 말 품종으로, 만마(輓馬), 즉 짐말으로 개량되었다. 현재는 삼림 순찰, 승마 등에도 이용된다. 털 빛깔은 대개 검은색이거나 회색, 갈색이다. 현존하는 말 품종 가운데 가장 거대한 크기를 가지고 있는데, 보통 어깨높이가 1.7m 이상이고 몸무게는 910kg를 넘는다. 키 1.9m에 몸무게 1.1t에 이르는 것도 있을 정도로 거대하다.